# 柏家镇
柏家镇，是中华人民共和国重庆市梁平区下辖的一个乡镇级行政单位。

## 行政区划
柏家镇下辖以下地区：
柏家街道社区、中心村、三新村、龙峰村、龙江村、白仙村、伍通村和桂花村。